# 厮铎督
厮铎督（?—?），北宋吐蕃六部首领潘罗支的弟弟。
景德元年（1004年），潘罗支被杀，他被拥立为大首领。宋真宗以他为盐州防御使、灵州西面沿边都大巡检使。后来帮助宋朝打李继迁，被加为朔方节度使、押蕃落使。后来加检校太傅。多次朝贡，为宋朝抵御西夏。